# Катрина Лесканич
Катрина Лесканич (10. април 1960) је америчка музичарка српског порекла, најпознатија као фронтменка, главна певачица и гитаристкиња рок бенда Katrina and the Waves, који је победио на Песми Евровизије 1997. са песмом „Love Shine a Light“. Katrina and the Waves су већ постигли свој пробој 1985. песмом „Walking on Sunshine“.

## Биографија
Лесканич је рођена у Топеки. Њен отац је био вијетнамски ветеран који је постао пуковник у ваздушним снагама Сједињених Држава. Катрина и њених петоро браће и сестара (четири сестре и један брат) су се често селиле као деца. Породица се преселила у Уједињено Краљевство 1976.  Завршила је средњу школу 1978. 